# Braljina (Ražanj)
Pour les articles homonymes, voir Braljina.
Braljina (en serbe cyrillique : Браљина) est un village de Serbie situé dans la municipalité de Ražanj, district de Nišava. Au recensement de 2011, il comptait 116 habitants.

## Démographie
| 1948 | 1953 | 1961 | 1971 | 1981 | 1991 | 2002 | 2011 | 2022 |
| ---- | ---- | ---- | ---- | ---- | ---- | ---- | ---- | ---- |
| 920  | 898  | 804  | 653  | 491  | 335  | 266  | 116  | 98   |

|  |